# Дилэни, Сэмюел
Сэмюэль Рэй Дилэни (англ. Samuel Ray Delany, 1 апреля 1942) — современный американский писатель-фантаст. Лауреат литературных премий «Хьюго» и «Небьюла». Наиболее известные произведения: романы — «Вавилон-17» (Babel-17), «Нова» (Nova), «Пересечение Эйнштейна» (The Einstein Intersection), «Дальгрен» (Dhalgren).

## Биография
Дилэни родился в Нью-Йорке в Гарлеме 1 апреля 1942 года. Учился в школе для одарённых детей. С шестнадцати лет начал заниматься литературной деятельностью и безуспешно рассылал свои произведения (он писал реалистическую прозу) по издательствам. В 1961 году Дилэни вступил в брак с поэтессой Мерилин Хакер (в 1974 году у них родилась дочь — Ива Хакер-Дилэни, в 1980 году супруги развелись), прекратил учёбу в колледже и начал писать свой первый научно-фантастический роман «Драгоценности Эптора». Роман был опубликован и получил признание критиков.
Подлинную славу Дилэни приносит его пятый роман — «Баллада о Бете-2» (Ballad of Beta-2) (1965). Захватывающий сюжет, отточенный стиль и изысканный поэтический язык повествования, интерес автора к культурологии становятся характерными чертами фантастической прозы Дилэни шестидесятых годов.
Критик М. Югов так характеризовал уникальный стиль автора: «Он играет словами, предложениями и наслаждается этим. Как художник, мазок за мазком, создает образы на полотне, так и Дилэни работает со словами, создавая предложения, гармонирующие друг с другом на всех уровнях от фонетического до семантического».
В возрасте 25 лет Дилэни был автором девяти научно-фантастических романов, в том числе: «Вавилон-17» (1966) и «Пересечение Эйнштейна» (1967), ставших лауреатами премии «Небьюла». После выхода романа «Нова» (1968) в жанре космической оперы критик Альгис Будрис провозглашает Дилэни лучшим современным писателем-фантастом.
В семидесятые годы начинается новый этап творчества писателя, когда проза Дилэни преодолевает жанровые границы классической научной фантастики. Темы выбора сексуальной ориентации, насилия над личностью, проблемы сексуальных меньшинств теперь становятся доминирующими в его творчестве и присутствуют во всех его произведениях.
В 1975 году выходит роман «Дальгрен» (Dhalgren) (объёмом около 900 страниц), над которым автор работал в течение 5 лет. Книга произвела фурор и была продана тиражом в 700 000 экземпляров. Роман изобилует эротическими сценами, культурологическими рассуждениями автора и стилистическими изысками в духе Джеймса Джойса (кольцевая структура произведения) и Уильяма Берроуза. Причисление книги к жанру научной фантастики достаточно условно и оспаривается рядом критиков. Созданный в романе образ гибнущего, населенного враждующими городскими бандами, города Беллона оказал существенное влияние на фантастический кинематограф и литературу семидесятых-восьмидесятых годов, а литературный стиль романа — на формирование эстетики киберпанка.
В следующем романе — «Тритон» (1976) писатель рисует образы социальных утопий, где общества построены по принципу сексуальной ориентации.
В конце семидесятых и в восьмидесятые годы Дилэни создает четырёхтомный сериал в жанре фэнтези о сказочной стране Неверьйоне: «Сказки про Неверьйон» (1979), «Неверьйона, или Сказка про знаки и города» (1983), «Полёт из Неверьйона» (1985) и «Возвращение в Неверьйон» (1989). Сериал отражал увлечение автора семиотикой, и хотя действие произведений происходит в вымышленной фантастической стране Неверьйон в далёком прошлом, их проблематика отражет злободневные проблемы современного общества. Как всегда в прозе позднего Дилэни, гомосексуальные отношения — одна из основных тем романов и повестей из цикла о Неверьйоне.
В 1981 году увидел свет иллюстрированный сборник «Далекие звёзды» (Distant Stars), куда вошли научно-фантастические рассказы и повести шестидесятых годов, а также два новых произведения — фантастический рассказ «Омегахелм» (Omegahelm) и сказочная повесть «Призматика» (Prismatica).
Возвращение Дилэни к жанру космической оперы произошло в 1984 году в романе «Звёзды в моём кармане, как песчинки» (вариант перевода названия — «Мой карман набит звездами, как песком») (Stars in My Pocket Like Grains of Sand), где вновь затрагиваются проблемы сексуальной ориентации, свободы выбора человека и насилия над личностью, роли информации, образования, экологии в жизни общества. Роман поразил читателей стилистической изысканностью и сложностью текста. Продолжение — роман «Блеск и нищета тел и городов» (The Splendor and Misery of Bodies, of Cities), запланированный к выходу в 1985 году, не был завершен автором. Фрагмент из этого романа опубликован в журнале The Review of Contemporary Fiction (September, 1996). Дилэни не исключает того, что роман может быть завершён, однако эта возможность остаётся маловероятной.
Следующим произведением стала автобиографическая книга «Движение света в воде» (The Motion of Light in Water) (1988), представляющая собой воспоминания автора о событиях 1960-х годов и содержащая шокирующие (для неподготовленного читателя) и откровенные подробности его интимной жизни в те годы, на которые пришёлся пик его известности как научного фантаста.
Вследствие специфичности содержания этих произведений в восьмидесятые годы Дилэни постепенно теряет своего массового читателя, воспринимавшего автора прежде всего как классического фантаста, тиражи книг Дилэни сокращаются, к концу десятилетия переиздаются всё реже и реже, а в начале 90-х годов многие его книги превращаются в библиографическую редкость.
В 1993 году писатель попытался вернуться к жанру классической фэнтэзи, переработав свою раннюю повесть в роман «Они улетели в Сирон» (They Fly at Çiron). Однако произведение, получившее высокую оценку Урсулы Ле Гуин, не стало событием в мире фантастической литературы и при сравнении проигрывало даже первым романам и повестям автора. Основную часть творчества Дилэни в девяностые годы и в первом десятилетии нового века составляет реалистическая и автобиографическая проза о жизни и проблемах сексуальных меньшинств, афроамериканцев, а также критические, социологические и литературоведческие статьи.
С 1988 года Дилэни занимается преподавательской деятельностью: он преподавал литературоведение и англо-американскую литературу в Массачусетском университете в Амхерсте (University of Massachusetts Amherst), университете Буффало, с 2001 года — в университете Темпл в Филадельфии (Temple Universiry).
В первом десятилетии нового века романы Дилэни вновь начали переиздаваться.
В 2008 году вышел в свет реалистический роман «Мрачные размышления» (Dark Reflections) о судьбе поэта в современной Америке.
Зачастую в своих произведениях Дилэни обращается к темам поэзии и музыки. Творчество Дилэни в целом получило признание со стороны не только любителей и критиков научной фантастики, но и писателей других жанров. Среди поклонников его прозы — Умберто Эко.
В русскоязычных изданиях его фамилия имеет также написания — Дилени, Дилейни, Дилэйни.